# 케니 해리슨
케니 해리슨(Kenny Harrison, 1965년 2월 13일 ~ )은 세단뛰기에 나간 전 미국의 육상 선수이다.

## 육상 경력

### 고등학교 경력
케리 해리슨이란 본명으로 밀워키에서 태어나 브룩필드 고등학교에 다니면서 육상, 농구와 미식축구를 한 그는 멀리뛰기, 높이뛰기와 세단뛰기에서 학교 기록들을 보유하고 있다. 1983년 골든 웨스트 초청 대회에서 그의 세단뛰기의 52 피트 4.5 인치는 국내에서 2위로 놓았고, 현재 2 피트 이상으로 위스콘신주 고등학교 제1의 세단뛰기로 서있다. 그는 또한 멀리뛰기에서 23 피트 4 인치와 높이뛰기에서 6 피트 7 인치의 개인 전력을 가지고 있다. 그는 1983년부터 2005년까지 22년 동안 48 피트 6.25 인치의 위스콘신 주립 대회 세단뛰기 기록을 보유하였다.

### 대학 경력
해리슨은 캔자스 주립 대학교에서 수학하면서 학교 역사상 가장 많은 NCAA 선수권에서 3개의 개인 타이틀을 거머쥐었다. 그는 실내와 실외의 멀리뛰기와 세단뛰기에서 둘다 7회의 빅트웰브 챔피언이었다. 그는 실내 멀리뛰기(26 피트 9.75 인치)와 실외 멀리뛰기와 세단뛰기(각각 26 피트 11.5 인치와 56 피트 0 인치)에서 대학 기록들을 보유하고 있다.
해리슨은 캔자스 주립 대학교 육상 명예의 전당에 헌액되는 데 첫 캔자스주 육상 선수이다. 전 와일드캣 팀의 우수 선수로 1984년부터 1988년까지 대학 시절 11회의 NCAA 올아메리칸 우승 선수였다. 주로 도약 종목들에 나가면서 해리슨은 1986년 멀리뛰기와 1988년 세단뛰기에서 NCAA 실내 타이틀을 우승하였다. 그는 또한 NCAA 선수권에서 3회의 준우승은 물론, 1986년 NCAA 실외 세단뛰기 왕관을 수상하였다. 국내 무대의 다수의 영예와 함께 그는 15회의 빅에이트 우승자였고, 2015년으로 봐서 아직도 실내와 실외 멀리뛰기와 실외 세단뛰기에서 대학 기록들을 보유하고 있다.

### 올림픽
1991년 세계 세단뛰기 챔피언인 해리슨은 자신의 무릎에 연골이 찢어져 바르셀로나 올림픽에 나가는 자신의 기회들이 망치고 말았다. 수술로부터 회복된 후, 해리슨은 1996년 애틀랜타 올림픽에 나가 18.09m(59 피트 4 인치)의 국내와 올림픽 기록이자 개인 전력과 함께 금메달 획득에 성공하였다.
이 도약은 사상 조너선 에드워즈(세계 기록 18.29)와 크리스천 테일러(18.21)의 뒤로 해리슨을 3번째로 최고의 세단뛰기 선수로 랭킹에 놓았다.
2013년 미국 육상 명예의 전당에 헌액되었다.